# 10577 Jihčesmuzeum
10577 Jihčesmuzeum è un asteroide della fascia principale. Scoperto nel 1995, presenta un'orbita caratterizzata da un semiasse maggiore pari a 2,5793913 UA e da un'eccentricità di 0,2306754, inclinata di 4,44864° rispetto all'eclittica.